# Ara (Armenia)
Ara (in armeno Արա?, anche chiamato Arai/Aray; precedentemente Bazardzhug e Bazarjik) è un comune dell'Armenia di 368 abitanti (2001) della provincia di Aragatsotn. Il paese ospita le rovine di un caravanserraglio del 1213.